# 平头安泽庙
平头安泽庙，位于山西省长治市黎城县上遥镇平头村，是一处山西省文物保护单位。
2021年8月4日，平头安泽庙公布为第六批山西省文物保护单位，年代为元、清，古建筑类，编号6-181。